# Директор школи (газета)
«Директор школи» — українська газета для керівників ЗЗСО та їхніх заступників.

## Історія та опис
Заснована 1997 у Києві видавництвом «Шкільний світ» спільно з Асоціацією керівників шкіл України. Виходить 4 рази на місяць. Тираж — 13 тисяч примірників.
Публікує науково-методичні поради керівникам освітніх закладів (планування, організація навчально-виховного процесу та методичної роботи); офіційні документи Міністерства освіти і науки України та фаховий коментар до них; висвітлює актуальні проблеми педагогіки, філософії сучасної освіти; надає юридичні консультації.
Головний редактор — Н. Мурашко (з 2004 року).
Постійні рубрики: «Цікаво знати», «Актуально», «Офіційно», «Інтерв’ю», «Мистецтво управління», «Освітній менеджмент», «Організаційна культура», «Досвід», «Дослідження», «Проектна діяльність», «Зарубіжний досвід», «Психологічна підтримка», «Юридична консультація», «Нотатки на полях», «Бібліотечна поличка», «Думка», «Тема номера».